# Chill Wills
Theodore Childress "Chill" Wills, född 18 juli 1902 i Seagoville i Dallas County, Texas, död 15 december 1978 i Encino, Kalifornien, var en amerikansk skådespelare. 
1961 var han nominerad till en Oscar för bästa manliga biroll i filmen Alamo. Han har en stjärna för filminsatser på Hollywood Walk of Fame.

## Filmografi i urval
- 1937 – Vi reser västerut
- 1940 – Glädjestaden
- 1940 – En västerns riddersman
- 1941 – Vildmarkens riddare
- 1941 – Fräck och fågelfri
- 1942 – Konvoj över havet
- 1944 – Vi mötas i St. Louis
- 1945 – Min är hämnden
- 1946 – Harvey Girls
- 1948 – Livat på vischan
- 1950 – Gränsryttarna vid Rio Grande
- 1956 – Jätten
- 1960 – Alamo
- 1963 – Skojare från Texas
- 1963 – McLintock!
- 1973 – Pat Garrett och Billy the Kid